# Carlos Saura
Carlos Saura Atarés (4 tháng 1 năm 1932 — 10 tháng 2 năm 2023) là một đạo diễn, nhiếp ảnh gia và nhà văn người Tây Ban Nha. Cùng với Luis Buñuel và Pedro Almodóvar, anh được tính trong số ba nhà làm phim nổi tiếng nhất Tây Ban Nha. Ông có một sự nghiệp lâu dài và sung mãn kéo dài hơn nửa thế kỷ. Một số bộ phim của ông đã giành được nhiều giải thưởng quốc tế.
Saura bắt đầu sự nghiệp của mình vào năm 1955 với việc làm phim tài liệu ngắn và nhanh chóng nổi tiếng ở quy mô quốc tế khi bộ phim dài đầu tiên của ông được công chiếu tại Liên hoan phim Cannes năm 1960. Mặc dù ông bắt đầu đóng phim với tư cách là một nhà tân thực tế học, Saura đã nhanh chóng chuyển sang các bộ phim được mã hóa bằng phép ẩn dụ và biểu tượng để vượt qua sự kiểm duyệt của Tây Ban Nha. Năm 1966, ông nổi bật trên trường quốc tế khi bộ phim La Caza của ông giành giải Gấu bạc tại Liên hoan phim quốc tế Berlin. Trong những năm tiếp theo, ông đã tạo được danh tiếng quốc tế cho cách mô tả điện ảnh của mình về các phản ứng cảm xúc và tinh thần đối với các điều kiện chính trị đàn áp.
Đến thập niên 1970, Saura là nhà làm phim nổi tiếng nhất làm việc tại Tây Ban Nha. Các bộ phim của ông sử dụng các thiết bị kể chuyện phức tạp và thường xuyên gây tranh cãi. Ông đã giành giải thưởng của Ban giám khảo đặc biệt cho La Prima Angélica (1973) và Cría Cuervos (1975) tại Cannes; và một giải Oscar cho đề cử Phim nói tiếng nước ngoài hay nhất năm 1979 cho Mama Cumple 100 Años.
Vào những năm 1980, Saura là tâm điểm chú ý với bộ ba tác phẩm flamenco - Bodas de Sangre, Carmen và El Amor Brujo, trong đó ông kết hợp nội dung kịch tính và các hình thức nhảy flamenco. Tác phẩm của ông tiếp tục được góp mặt trong các cuộc thi trên toàn thế giới và giành được nhiều giải thưởng. Ông đã nhận được hai đề cử cho Giải thưởng Hàn lâm cho Phim nói tiếng nước ngoài hay nhất, cho Carmen (1983) và Tango (1998). Các bộ phim của ông là sự thể hiện tinh vi của thời gian và không gian hợp nhất hiện thực với tưởng tượng, quá khứ với hiện tại và ký ức với ảo giác. Trong hai thập kỷ cuối của thế kỷ 20, Saura đã tập trung vào các tác phẩm hợp nhất âm nhạc, khiêu vũ và hình ảnh.